# Stopplaats Oostzijde Brug
Oostzijde Brug is een voormalige stopplaats aan de Rhijnspoorweg in de gemeente Westervoort. De stopplaats lag tussen de huidige stations Arnhem Velperpoort en Duiven en was geopend van 1895 tot 1906.